# Премія Чемблісса за любительські досягнення
Премію Чемблісса за любительські досягнення (англ. Chambliss Amateur Achievement Award) присуджує Американське астрономічне товариство за досягнення в астрономічних дослідженнях, здійснених астрономом-любителем, який проживає в Північній Америці. Премія названа на честь Карлсона Р. Чемблісса (англ. Carlson R. Chambliss) з Куцтаунського університету, який пожертвував кошти на фінансування премії. Нагорода складається з 224-грамової срібної медалі та 1000 доларів готівкою.

## Лауреати
Список лауреатів премії:
- 2006 Браян Ворнер[en]
- 2007 Рональд Біссінгер (Ronald H. Bissinger)
- 2008 Стів Мендел[en]
- 2009 Роберт Стівенс[en]
- 2010 Роберт Джей ГаБані[en]
- 2011 Тім Пакетт[en]
- 2012 Кіан Джек (Kian Jek)
- 2013 Без премії
- 2014 Майк Сімонсен (Mike Simonsen)
- 2015 Без премії
- 2016 Дерілл ЛаКурс (Daryll LaCourse)[4]
- 2017 Без премії
- 2018 Дональд Брунс (Donald G. Bruns)[5]
- 2019 Без нагороди
- 2020 Денніс Конті (Dennis Conti)